# Ituero de Azaba
Ituero de Azaba è un comune spagnolo di 271 abitanti situato nella comunità autonoma di Castiglia e León.